# Володарского (Крым)
Волода́рского (ранее Землеро́б, участок № 77, Но́вая Акчора́; укр. Володарського, крымскотат. Yañı Aqçora, Янъы Акъчора) — исчезнувшее село в Первомайском районе Республики Крым, располагавшееся на востоке района, в степной части Крыма, примерно в 5,5 километрах юго-восточнее современного села Гвардейское.

## История
Еврейская земледельческая артель Землероб, или Новая Акчора (также переселенческий участок № 77), была основана в 1924 году. Согласно Списку населённых пунктов Крымской АССР по Всесоюзной переписи 17 декабря 1926 года, в селе Акчора Новая Акчоринского (русского) сельсовета Джанкойского района, числилось 26 дворов, все крестьянские, население составляло 97 человек. В национальном отношении учтено: 85 евреев и 11 русских. Постановлением ВЦИК РСФСР от 30 октября 1930 года был создан Фрайдорфский еврейский национальный район (переименованный указом Президиума Верховного Совета РСФСР № 621/6 от 14 декабря 1944 года в Новосёловский) (по другим данным 15 сентября 1931 года) и село включили в его состав, а после разукрупнения в 1935-м и образования также еврейского национального Лариндорфского (с 1944 — Первомайский), село переподчинили новому району.
Время присвоения селу названия Володарск по доступным историческим документам установить не удалось, известно, что так оно называлось в 1941 году, также неизвестно, когда название трансформировалось в Володарского. Вскоре после начала отечественной войны часть еврейского населения Крыма была эвакуирована, из оставшихся под оккупацией большинство расстреляны. С 25 июня 1946 года Володарского в составе Крымской области РСФСР. Видимо, ликвидировано до 1954 года, поскольку в доступных документах об упразднениях сёл, охватывающих более поздний период, не встречается.